# NGC 3479
NGC 3479 est une galaxie spirale barrée située dans la constellation de la Coupe. NGC 3479 a été découverte par l'astronome américain Ormond Stone en 1886. Cette galaxie a aussi été observée la même année par l'astronome américain Francis Leavenworth et a été inscrite au catalogue NGC sous la désignation NGC 3502.

## Caractéristiques
La classe de luminosité de NGC 3479 est II-III et elle présente une large raie HI.

### Distance
Sa vitesse par rapport au fond diffus cosmologique est de 4 901 ± 26 km/s, ce qui correspond à une distance de Hubble de 72,3 ± 5,1 Mpc (∼236 millions d'al).
À ce jour, trois mesures non basées sur le décalage vers le rouge (redshift) donnent une distance de 79,133 ± 0,839 Mpc (∼258 millions d'al), ce qui est tout juste à l'extérieur des valeurs de la distance de Hubble. Notons cependant que c'est avec la valeur moyenne des mesures indépendantes, lorsqu'elles existent, que la base de données NASA/IPAC calcule le diamètre d'une galaxie et qu'en conséquence le diamètre de NGC 3479 pourrait être d'environ 38,3 kpc (∼125 000 al) si on utilisait la distance de Hubble pour le calculer.